# 道案内/愛と誠のファンタジア
「道案内／愛と誠のファンタジア」（みちあんない／あいとまことのファンタジア）は、一青窈の17枚目のシングル。2012年6月6日リリース。

## 概要
デビュー10周年として精力的に活動、また記念とした連続リリース企画などで楽曲発表が盛んに行われた時期でもあったため、前作シングルから2週間という短い間隔でリリースされている。また、3週間後には本作の楽曲も収録された6thアルバム『一青十色』も発売された。
「道案内」は、東日本大震災での音楽活動の経験を基に作られ、また震災後初めて制作した曲となる。配信シングル及びカバーアルバム『歌窈曲』においてカバーした中島みゆきの「時代」を一青なりに受け継いで書いた曲である。ローソンが設立した震災支援「夢を応援基金」のテーマソング。
「愛と誠のファンタジア」は一青も出演した角川映画『愛と誠』の主題歌。歌中のデュエット相手として、『音楽劇「箱の中の女」』でも共演した柏原収史が参加している。「曙」も劇中曲として使用されている。いずれの楽曲も映画で使用されたバージョンとは違い、そちらのバージョンは「『愛と誠』オリジナルサウンドトラック」に収録されている。
「home」は木山裕策の同名楽曲のカバー曲で、木下工務店の注文在宅CMソングである。

## 収録曲
（#4以外の全作詞：一青窈、全作曲・編曲：小林武史）
1. 道案内
2. 愛と誠のファンタジア
3. 曙
4. home （作詞・作曲：多胡邦夫）